# Noffkarkys storaaslii
Noffkarkys storaaslii — викопний організм, що існував в пізньому едіакарському періоді (550 млн років тому). Його скам'янілі відбитки знайдені у відкладеннях формації Грант-Блафф у Центральних горах Стьюарта на півдні Північної Території в Австралії. Рід Noffkarkys названо на честь американської геологині Нори Ноффке.

## Систематика
Систематика організму є проблематичною. Він може бути й кнідарією з класу морських пер, а може взагалі бути не твариною, а, наприклад, лишайником.